# Diamond Hill (stacja metra)
Diamond Hill (chiński: 鑽石山) – jedna ze stacji MTR, systemu szybkiej kolei w Hongkongu, na Kwun Tong Line a Tuen Ma Line. Została otwarta 1 października 1979 roku.
Stacja znajduje się w Diamond Hill, w północnym Koulun. od 2019 będzie stacją węzłową z linią East West Corridor.